# Gare de Veltem
La gare de Veltem (en néerlandais : station Veltem) est une gare ferroviaire belge de la ligne 36, de Bruxelles-Nord à Liège-Guillemins, située à Veltem-Beisem, section de la commune de Herent, dans la province du Brabant flamand en Région flamande.
C'est une halte voyageurs de la Société nationale des chemins de fer belges (SNCB), desservie par des trains Suburbains (S).

## Situation ferroviaire
Établie à 32 mètres d'altitude, la gare de Veltem est située au point kilométrique (PK) 21,135 de la ligne 36, de Bruxelles-Nord à Liège-Guillemins, entre les gares d'Erps-Kwerps et de Herent.

## Histoire
La construction d'un chemin de fer direct de Bruxelles à Louvain, réclamée de longue date afin de mettre fin au détour par Malines, fait l'objet de la loi du 14 avril 1862 et sa construction est est adjugée en décembre 1864. Mi-1865, la construction du bâtiment de la gare de Velthem est entamée mais non-encore terminée contrairement à ceux de Diegem et Zaventem.
La station de « Velthem-Beyssem » ou « Velthem-Winxele », de 5e classe, est mise en service le 17 décembre 1866 par les Chemins de fer de l’État belge, lorsqu'ils ouvrent à l'exploitation la section à deux voies de Bruxelles-Nord à Louvain.
Comme les gares de Diegem, Zaventem et Kortenberg, mises en service simultanément, elle est dotée d'un grand bâtiment des recettes standard à pignons à gradins, doté de sept travées. La gare dispose également d'un abri à voyageurs et d'une halle à marchandises lesquels ont été adjugés en même temps que ceux des trois autres stations de la ligne le 7 février 1866 à l'hôtel du gouvernement provincial, rue du Chêne. Le bâtiment des recettes a été adjugé séparément.
Ces quatre bâtiments de gare ont depuis été démolis afin de permettre la mise à quatre voies de la ligne.
À la suite du réaménagement de l'infrastructure ferroviaire du fait du passage de la ligne à quatre voies, les aménagements des entrées et des quais avec notamment l'installation d'auvents et d'abris, dus à Eurostation (cabinet d'architecture d'Infrabel), sont effectués entre 2008 et 2010.

## Service des voyageurs

### Accueil
Halte SNCB, c'est un point d'arrêt non géré (PANG) à accès libre, équipée d'une salle d'attente, d'un automate pour l'achat de titres de transport et d'un panneau d'information au milieu du souterrain. Les quais surélevés sont équipés d'abris.
La traversée des voies et le passage d'un quai à l'autre s'effectuent par un souterrain.

### Desserte
Veltem est desservie par des trains Suburbains (S) de la relation S2 Braine-le-Comte (ou Bruxelles-Midi) - Louvain,.
En semaine, les week-ends et jours fériés, la gare est desservie dans chaque sens par deux trains S2 par heure.

### Intermodalité
Un parc pour les vélos (gratuit) et un parking pour les véhicules (gratuit) y sont aménagés. Entre ces deux parkings passe la Stationsstraat avec l'arrêt Veltem-Beisem Station des bus De Lijn numéros 352, 511, 522, 523, et 652.

## Comptage voyageurs
Ce graphique et tableau montre le nombre de voyageurs embarquant en moyenne durant la semaine, le samedi et le dimanche.
| Nombre de passagers qui embarquent à la gare de Veltem | Nombre de passagers qui embarquent à la gare de Veltem | Nombre de passagers qui embarquent à la gare de Veltem | Nombre de passagers qui embarquent à la gare de Veltem |
|                                                        | Semaine                                                | Samedi                                                 | Dimanche                                               |
| ------------------------------------------------------ | ------------------------------------------------------ | ------------------------------------------------------ | ------------------------------------------------------ |
| 1977                                                   | 397                                                    | 53                                                     | 58                                                     |
| 1978                                                   | 315                                                    | 52                                                     | 27                                                     |
| 1979                                                   | 314                                                    | 66                                                     | 48                                                     |
| 1980                                                   | 299                                                    | 47                                                     | 50                                                     |
| 1981                                                   | 286                                                    | 60                                                     | 20                                                     |
| 1982                                                   | 232                                                    | 55                                                     | 41                                                     |
| 1983                                                   | 248                                                    | 54                                                     | 28                                                     |
| 1984                                                   | 198                                                    | 50                                                     | 30                                                     |
| 1985                                                   | 217                                                    | 35                                                     | 65                                                     |
| 1986                                                   | 193                                                    | 42                                                     | 26                                                     |
| 1987                                                   | 263                                                    | 42                                                     | 92                                                     |
| 1988                                                   | 247                                                    | 40                                                     | 43                                                     |
| 1989                                                   | 222                                                    | 45                                                     | 24                                                     |
| 1990                                                   | 228                                                    | 54                                                     | 33                                                     |
| 1991                                                   | 217                                                    | 40                                                     | 38                                                     |
| 1992                                                   | 231                                                    | 57                                                     | 40                                                     |
| 1993                                                   | 262                                                    | 57                                                     | 39                                                     |
| 1994                                                   | 245                                                    | 32                                                     | 19                                                     |
| 1995                                                   | 212                                                    | 32                                                     | 28                                                     |
| 1996                                                   | 210                                                    | 22                                                     | -                                                      |
| 1997                                                   | 191                                                    | 58                                                     | -                                                      |
| 1998                                                   | 236                                                    | 29                                                     | 26                                                     |
| 1999                                                   | 219                                                    | 34                                                     | 21                                                     |
| 2000                                                   | 200                                                    | 28                                                     | 19                                                     |
| 2001                                                   | 242                                                    | 14                                                     | 21                                                     |
| 2002                                                   | 185                                                    | 16                                                     | 18                                                     |
| 2003                                                   | 179                                                    | 28                                                     | 18                                                     |
| 2004                                                   | 200                                                    | 30                                                     | 16                                                     |
| 2005                                                   | 216                                                    | 34                                                     | 50                                                     |
| 2006                                                   | 203                                                    | 28                                                     | 40                                                     |
| 2007                                                   | 249                                                    | 40                                                     | 43                                                     |
| 2008                                                   | -                                                      | -                                                      | -                                                      |
| 2009                                                   | 306                                                    | 59                                                     | 36                                                     |
| 2010                                                   | -                                                      | -                                                      | -                                                      |
| 2011                                                   | -                                                      | -                                                      | -                                                      |
| 2012                                                   | 326                                                    | 71                                                     | 71                                                     |
| 2013                                                   | 331                                                    | 89                                                     | 61                                                     |
| 2014                                                   | 298                                                    | 50                                                     | 36                                                     |
| 2015                                                   | 317                                                    | 63                                                     | 50                                                     |
| 2016                                                   | 314                                                    | 37                                                     | 42                                                     |
| 2017                                                   | 339                                                    | 64                                                     | 61                                                     |
| 2018                                                   | 384                                                    | 59                                                     | 74                                                     |
| 2019                                                   | 339                                                    | 92                                                     | 90                                                     |
| 2020                                                   | 190                                                    | 210                                                    | 38                                                     |
| 2021                                                   | -                                                      | -                                                      | -                                                      |
| 2022                                                   | 380                                                    | 151                                                    | 118                                                    |
| 2023                                                   | 391                                                    | 163                                                    | 78                                                     |
| 2024                                                   | 378                                                    | 187                                                    | 117                                                    |

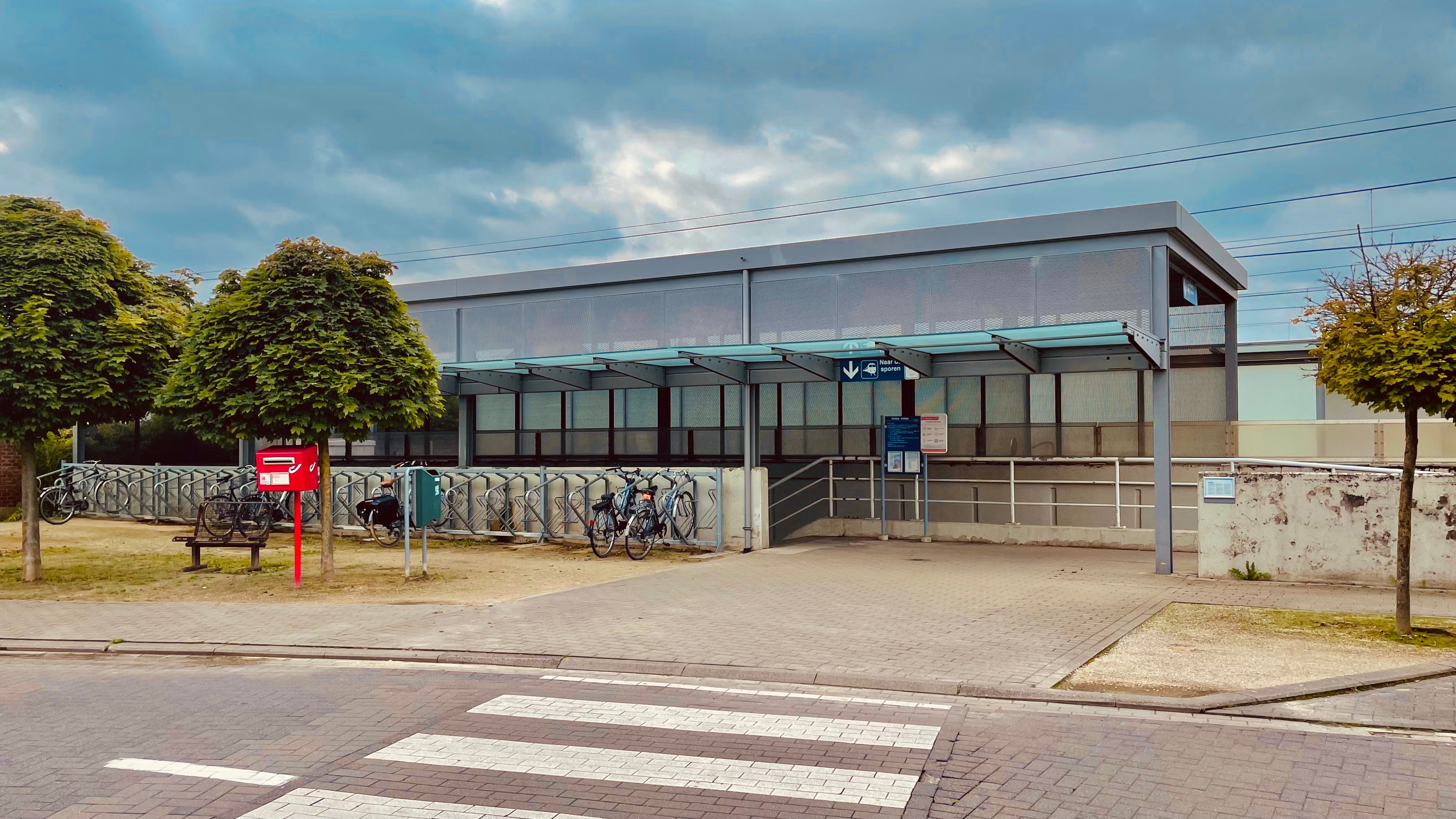
Accès à la gare.
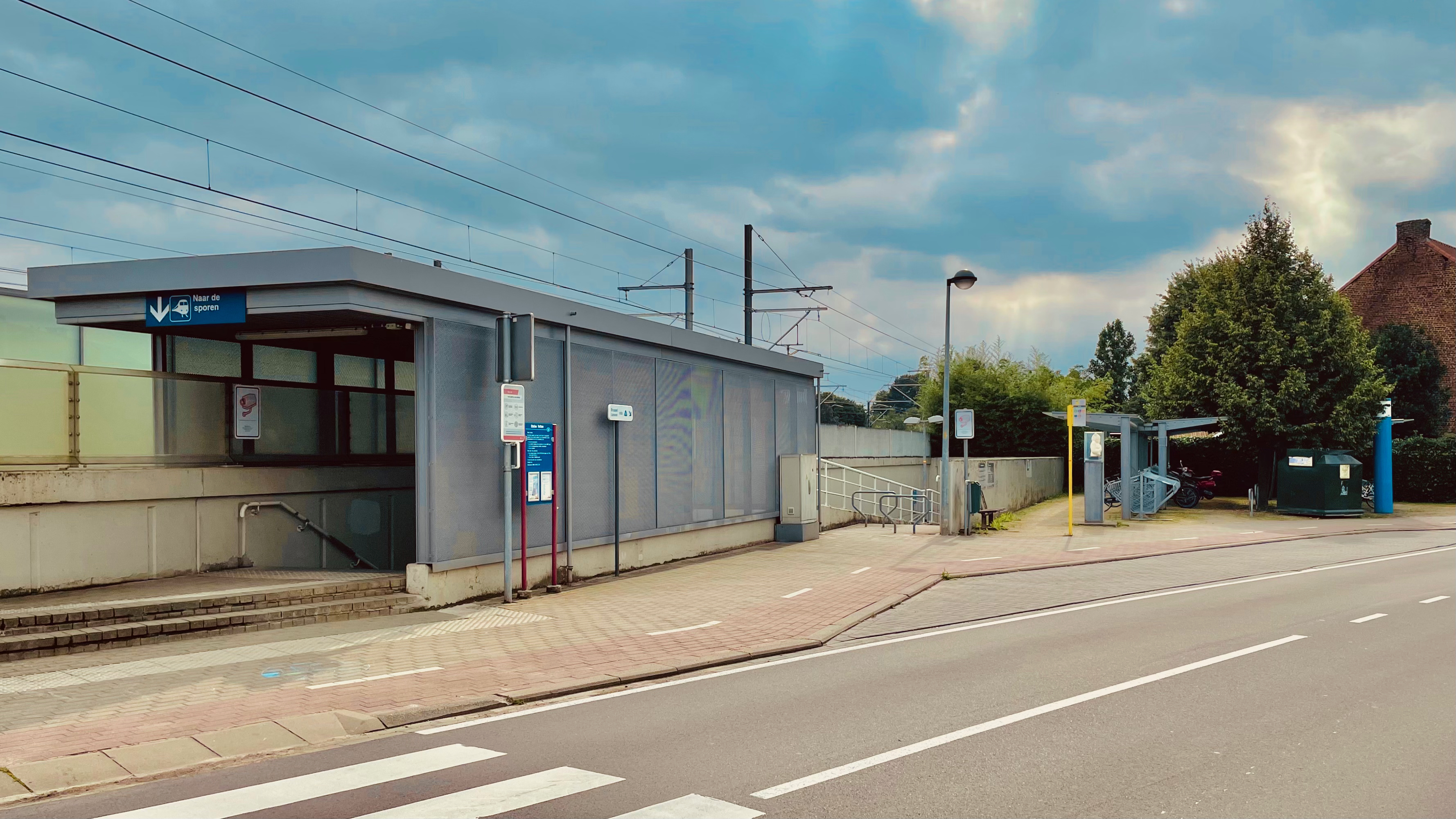
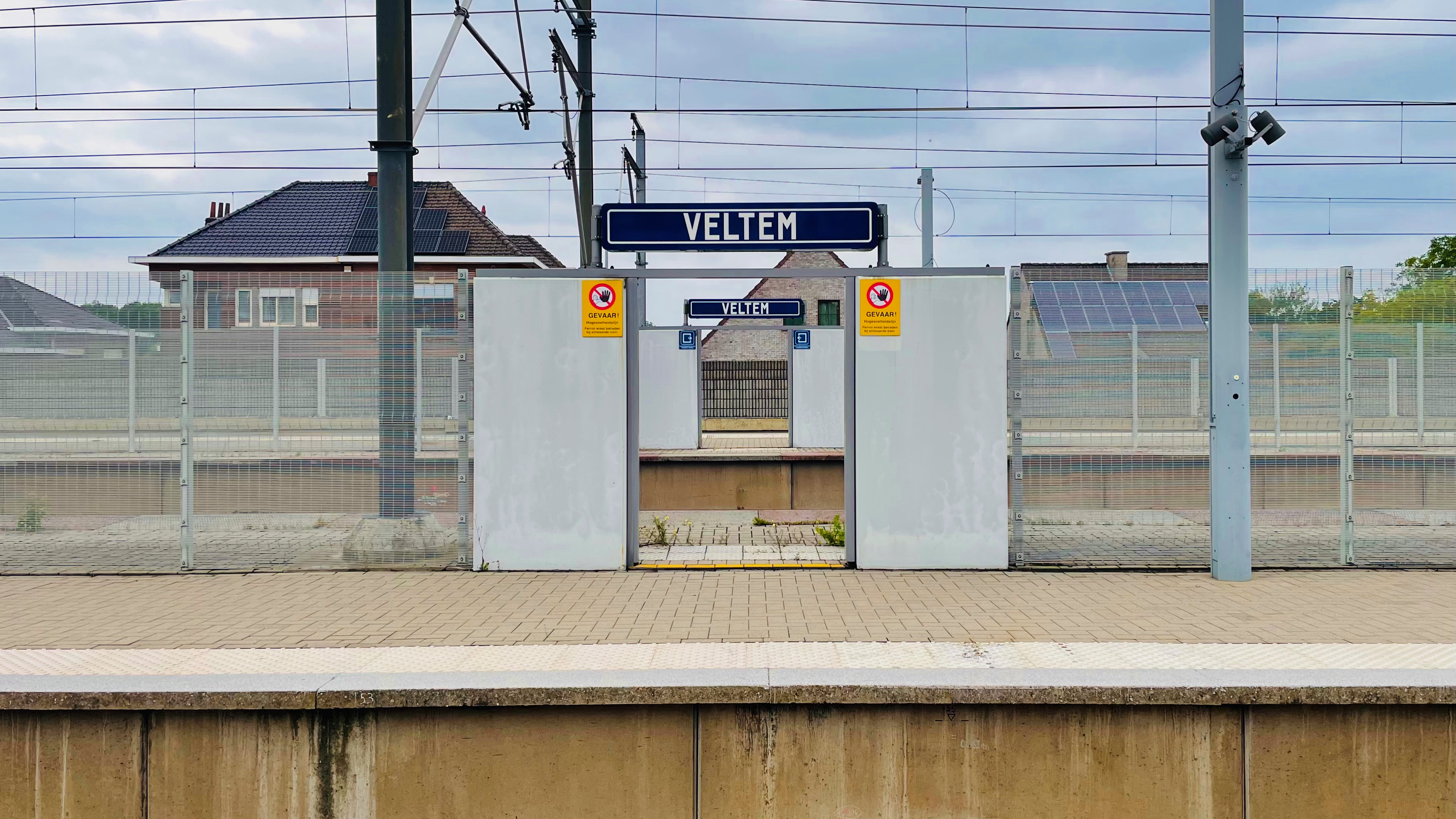
Quais.